# 鹿儿岛工业短期大学
鹿儿岛工业短期大学（日语：／ Kagoshima Kōgyō Tanki Daigaku *），简称鹿工大，是过去一所位于日本鹿儿岛县鹿儿岛市的私立短期大学。

## 概要

### 简介
- 学校法人鹿儿岛原田学园经营的短期大学、学校最早可以追溯到1955年即专门学校[注 1]的创立[1]。短期大学为于1966年开办同时开始招収男女学生。以后招生到1971年、停办于1973年[2]。现在、学校法人鹿儿岛原田学园有一个高等学校、三个专科学校、一个各种学校、一个幼儿园[3]。

### 历史
- 1966年 鹿儿岛工业短期大学成立并同时设置电子工程学科。招生定额是100名、学生数61（含1个女学生）[4]
- 1971年 最后一年招生、次年停止招生（正式停办于1973年8月10日[2]）。

## 学校环境
- 校区：在了鹿儿岛县鹿儿岛市

## 历任校长
- 迫水久常：就任短期大学校长从开办到停办[4][5]。

## 组织

### 学科
- 电子工程学科

### 专科
| - 没有 |

### 业余课程
| - 没有 |

## 相关链接
- 日本短期大学列表